# Pinták
Pinták (románul Slătinița, 1925-ig Pintic, németül Pintak, szászul Päntek) falu Romániában, Erdélyben, Beszterce-Naszód megyében.

## Fekvése
Besztercétől 9 km-re északkeletre fekszik.

## Nevének eredete
Első említése: Pintuk (1332). A szláv eredetű péntek szóból származik, esetleg személynévi áttétellel. Mai román nevének jelentése: 'sós forrás'.

## Története
Beszterce vidéki szász szabadparaszti falu volt. 1542. november végén – december elején itt táborozott Petru Rareș moldvai vajda. 1550 körül lakói Ambrosius Koch plébános vezetésével evangélikus vallásra tértek. 1698-ban, a 17. század dúlásai után csupán hét szász és két román, 1750-ben már 23 szász és 10 román adófizető család lakta. 1763-ban, a naszódi határőrezred létesítésekor román lakóit Naszód vidékére telepítették. Erősen sós forrásának vizét régóta használták főzésre, fűszerezésre, pácolásra. Az 1850-es években két helyi vállalkozó gyógyfürdőt is épített a forrás fölé, 8×20 méteres medencével, kádfürdőkkel, öltözőkunyhókkal, vendéglővel, táncteremmel, kuglipályával, a besztercei polgárok igényeinek kiszolgálására. 1876-tól Beszterce-Naszód vármegyéhez tartozott. 1910-ben szász lakói fogyasztási szövetkezetet hoztak létre. Az 1919-es első romániai agrárreform a község földjeinek 54%-át kiosztotta a falu északi részén élő román családok között és a forrást is államosították. Gazdaságában az állattenyésztés mellett fontos szerepet játszott a gyümölcstermesztés (alma, szilva, körte). 1944. szeptember 17-én a német csapatok a szászok többségét evakuálták. 1956-ban már csak 18 szász lakos kaphatta vissza házát. 1950-ben Beszterce városhoz csatolták.

## Lakossága
1850-ben 660-an lakták, közülük 591 német, 45 cigány és 24 román nemzetiségű volt.

1900-ban 699 lakosából 475 volt német és 215 román anyanyelvű, 550 evangélikus és 128 görögkatolikus vallású. A falu északi peremén élő, cigányul, szászul és románul egyaránt beszélő muzsikus és kovács cigányok is az evangélikus felekezethez tartoztak. A népesség 48%-a tudott írni–olvasni, 3%-a beszélt magyarul.

2002-ben 731 lakosából 608 román és 117 cigány nemzetiségű, 628 ortodox és 62 pünkösdista vallású.

## Látnivalók
- Ortodox (korábban evangélikus) templom (15–19. század).
- Az általános (volt szász evangélikus) iskola 1871-es, emeletes épülete.[3]